# 万里小路淳房
万里小路淳房（までのこうじ あつふさ、承応元年（1652年）12月27日 - 宝永6年（1709年）11月10日）は、江戸時代初期の公卿。

## 官歴
- 寛文3年（1663年）：従五位上、左衛門権佐
- 寛文7年（1667年）：正五位下
- 寛文10年（1670年）：権右少弁
- 寛文11年（1671年）：蔵人、正五位上
- 延宝元年（1673年）：右少弁
- 延宝2年（1674年）：権右中弁、蔵人頭、正四位下
- 延宝3年（1675年）：正四位上
- 延宝4年（1676年）：右大弁
- 延宝5年（1677年）：参議
- 延宝6年（1678年）：従三位、左大弁、踏歌外弁
- 天和元年（1681年）：正三位、権中納言
- 天和3年（1683年）：賀茂伝奏
- 貞享2年（1685年）：従二位
- 貞享3年（1686年）：権大納言
- 貞享4年（1687年）：大嘗会検校
- 元禄7年（1694年）：正二位
- 宝永6年（1709年）：従一位

## 系譜
- 父：万里小路雅房
- 養子：万里小路尚房（清閑寺熙房の子）